# Рудина (област Бургас)
 За другото българско село вижте Рудина (Област Кърджали).  
Ру̀дина е село в Югоизточна България, община Руен, област Бургас.

## География
Село Рудина се намира на около 13 km на изток-североизток от общинския център село Руен и около 37 km на север от областния център град Бургас. Разположено е в Източна Стара планина, в западната част на Еминска планина. На около километър западно от селото тече река Елешница. Околни села на Рудина са Мрежичко на северозапад, Рожден на североизток, Сини рид на юг, Подгорец на югозапад и Припек на запад. Общински път от село Сини рид на изток завива след около 4 km на северозапад за селата Рудина и Рожден, а на юг от Сини рид се свързва при село Просеник с идващия от запад откъм село Руен третокласен републикански път III-2085. Надморската височина в центъра на Рудина е около 390 m.
Населението на село Рудина нараства от 210 души към 1934 г. до 269 към 1985 г. (максимум), а към 2018 г. е 216 души (по текущата демографска статистика за населението).
При преброяването на населението към 1 февруари 2011 г. от обща численост 239 лица за 4 лица е посочена принадлежност към „българска“ етническа група и за 235 – към „турска“.

## История
След края на Руско-турската война 1877 – 1878 г., по Берлинския договор селото остава на територията на Източна Румелия. От 1885 г. – след Съединението, то се намира в България с името Халваджилар. Преименувано е на Ру̀дина през 1934 г.

## Население

### Етнически състав
Преброяване на населението през 2011 г.
Численост и дял на етническите групи според преброяването на населението през 2011 г.:
|                     | Численост |
| Общо                | 239       |
| Българи             | 4         |
| Турци               | 35        |
| Цигани              | -         |
| Други               | -         |
| Не се самоопределят | -         |
| Неотговорили        | 200       |

## Религии
В село Рудина се изповядва ислям.

## Обществени институции
Село Рудина към 2020 г. е център на кметство Рудина.
В селото към 2020 г. има постоянно действаща джамия.